# Bio Aï Traoré
Bio Aï Traoré (ur. 9 czerwca 1985 w Porto-Novo) – piłkarz beniński grający na pozycji obrońcy.

## Kariera klubowa
Karierę piłkarską Traoré rozpoczął w klubie Panthères Djougou. W 2006 roku zadebiutował w jego barwach w pierwszej lidze benińskiej.

## Kariera reprezentacyjna
W reprezentacji Beninu Traoré zadebiutował w 2009 roku. Wcześniej w 2008 roku był rezerwowym zawodnikiem w Pucharze Narodów Afryki.